# Euphrates River
| Críticas profissionais | Críticas profissionais |
| Avaliações da crítica  | Avaliações da crítica  |
| Fonte                  | Avaliação              |
| ---------------------- | ---------------------- |
| allmusic               | [ 1 ]                  |

Euphrates River é o sexto álbum da banda de soul The Main Ingredient. Lançado em 1974, o álbum atingiu o número 8 na Billboard R&B/Hip-Hop Songs.

## Faixas
1. Euphrates - (Seals and Crofts)  4:44
2. Have You Ever Tried It - (Ashford & Simpson)  3:06
3. Summer Breeze - (Seals and Crofts)  4:16
4. California My Way - (Willie Hutch)  4:36
5. Happiness Is Just Around The Bend - (Brian Auger)  6:20
6. Looks Like Rain - (Alzo Fronte)  3:17
7. Don't You Worry 'Bout A Thing - (Stevie Wonder)  4:04
8. Just Don't Want To Be Lonely - (Bobby Eli, John Freeman, Vinnie Barrett)  3:32

## Posições
| Paradas (1974)            | Posições nas paradas |
| ------------------------- | -------------------- |
| Billboard Pop Albums      | 52                   |
| Billboard Top Soul Albums | 8                    |

### Singles
| Ano  | Single                              | Posições nas paradas | Posições nas paradas |
| Ano  | Single                              | US Pop               | US R&B               |
| ---- | ----------------------------------- | -------------------- | -------------------- |
| 1974 | "California My Way"                 | 75                   | 48                   |
| 1974 | "Happiness Is Just Around The Bend" | 35                   | 7                    |
| 1974 | "Just Don't Want to Be Lonely"      | 10                   | 8                    |